# Estação Río de Janeiro
A Estação Río de Janeiro é uma das estações do Metro de Buenos Aires, situada em Buenos Aires, entre a Estação Castro Barros e a Estação Acoyte. Faz parte da Linha A.
Foi inaugurada em 01 de abril de 1914. Localiza-se no cruzamento da Avenida Rivadavia com a Avenida La Plata e a Rua Río de Janeiro. Atende os bairros de Almagro e Caballito.
Nas proximidades da estação se encontra o Hospital Municipal de Odontologia "Dr. José Dueñas", o cruzamento entre Av. La Plata e a Avenida Rivadavia, algumas instituições educativas e um complexo de cines.
Esta estação pertenceu ao segundo tramo da linha inaugurado o 1 de abril de 1914, que unia esta estação e a estação Plaza de Mayo.
Seu nome se deve a rua próxima da estação, que leva o nome da cidade brasileira. Em 14 de março de 2019, foi feita uma homenagem póstuma à vereadora brasileira Marielle Franco no local.